# 너의 뺨에 입맞추리
《너의 뺨에 입맞추리》는 1994년 2월 11일부터 2월 12일까지 KBS 1TV에서 방영된 2부작 설날 특집 드라마이다. 두 커플의 연인을 통해 우리 시대의 사랑을 탐구하는 내용을 담고 있다.

## 출연진
- 이휘향
- 박혜숙
- 윤문식
- 김자옥
- 박용식
- 전광렬
- 김보성